# Kladeneț, Șumen
Kladeneț (în bulgară Кладенец) este un sat în comuna Șumen, regiunea Șumen,  Bulgaria. 

## Demografie
Componența etnică a satului Kladeneț
     Turci (65,76%)
     Bulgari (33,33%)
     Nicio identificare (0,9%)
     Altele (0%)
La recensământul din 2011, populația satului Kladeneț era de 111 locuitori. Din punct de vedere etnic, majoritatea locuitorilor (65,76%) erau turci, cu o minoritate de bulgari (33,33%). Pentru 0,9% din locuitori nu este cunoscută apartenența etnică.